# قصر العبد الله
قصر العبد الله مدينة تاريخية تقع في محافظة الاسياح في منطقة القصيم وسط المملكة العربية السعودية سبب تسميتها - نسباً لعبد الله بن فهيد بن فهيد العتيبي وهم من الاساعدة من قبيلة عتيبة هي إحدى مدن محافظة الاسياح. سكانه هم «ال عبد الله» ابنا فهيد بن فهيد العتيبي وعبد الله لديه ستة من الاولاد هم محمد وسلطان ونجم سليمان وحمد وفهيد .